# Rabí Ismael

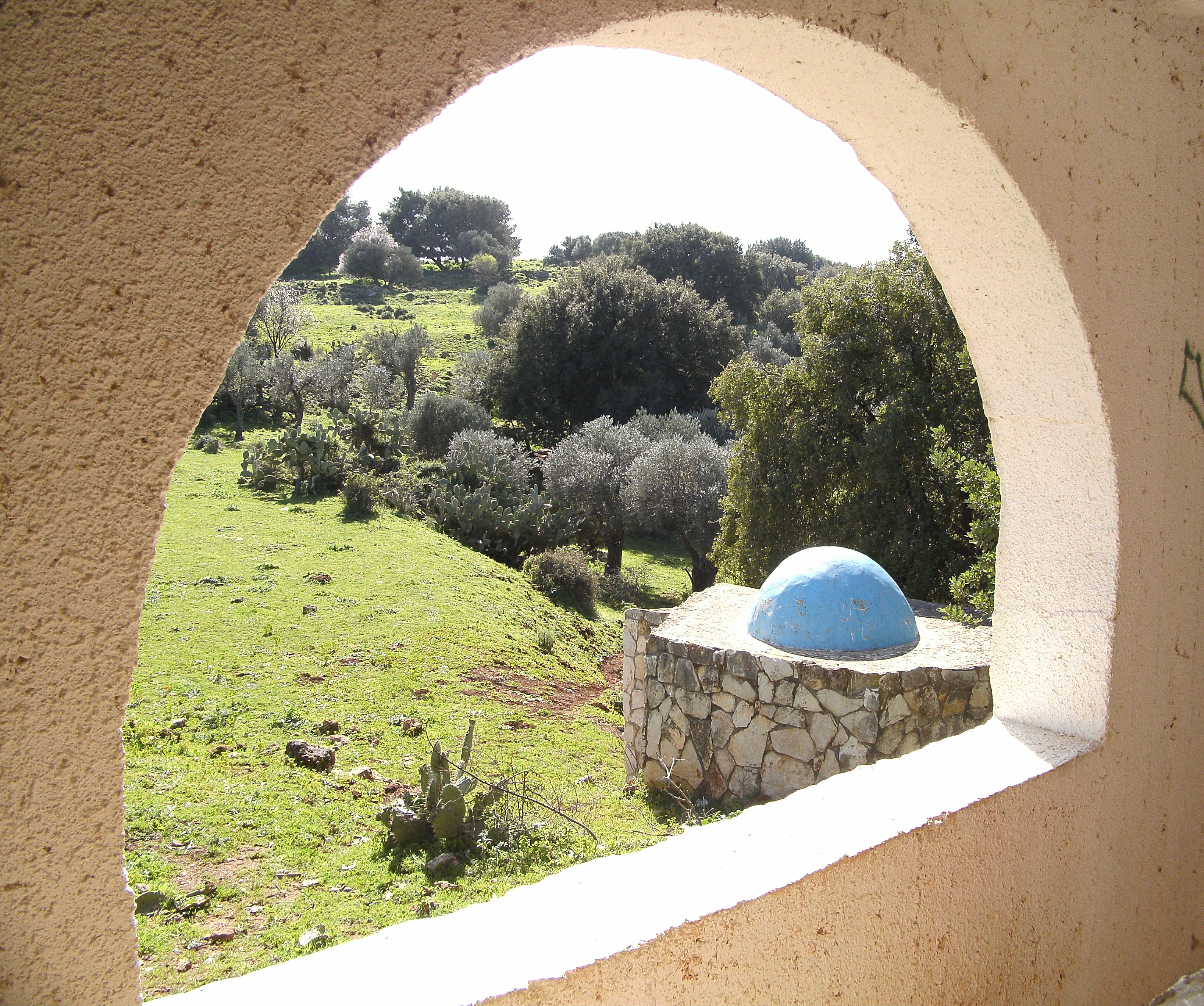
Rabino Ismael Baal Baryot

Rabí Ismael ben Eliseo (hebreo: רבי ישמעאל בן אלישע), conocido con frecuencia simplemente como Rabí Ismael y a veces como título "Ba'al ha-Baraita" (hebreo: בעל הברייתא, es decir, "el de la Baraita"), fue un rabíno de los siglos I y II d. C. (tercera generación de los tanaítas).

## Vida
Ismael nació en torno al año 90 d. C. en el seno de una familia sacerdotal de la Alta Galilea, probablemente nieto del sumo sacerdote que llevó el mismo nombre. La tradición dice que, cuando era joven, fue metido en prisión por los romanos, y que sería rescatado por el R. Josué ben Ananías. Fue discípulo del R. Nehunya ben ha-Kaná, y en su escuela sería compañero del R. Josué. Vivió en Kfar Aziz, al sur de Hebron.
Algunos piensan que podría contarse entre los mártires de Betar, ya que entre estos aparece un tal Ismael, pero la opinión más difundida es se trata simplemente de una persona con el mismo nombre, ya que la muerte de R. Ismael se menciona en Nedarim 9:10).
Según tradición, su sepulcro se encuentra en Parod, en Galilea.

## Talante
Las enseñanzas del R. Ismael tendían a promover la paz y el entendimiento entre todos: "Ser indulgente con la cabeza canosa",  decía, "y amable con quien aún tiene el pelo negro; y dirigirse a cada hombre con un rostro amable".
Se dice que practicaba lo que enseñaba. Incluso con los extraños actuaba con consideración. Una vez que un no judío lo saludó, le respondió amablemente: "tu recompensa ha sido predicha"; pero cuando otro se aprovechó de él, repitió fríamente: "Tu recompensa ha sido predicha". Cuando sus discípulos, extrañados, vieron esta aparente inconsistencia, les explicó citando Génesis 27, 29: "Maldito sea el que te maldiga, y bendito el que te bendiga.
Se le consideraba un padre para los indigentes, particularmente para los pobres y las muchachas sencillas, a quienes les proveía de hermosos vestidos y medios para poder optar a un marido.
Un viernes por la noche, mientras estaba absorto en el estudio de la Biblia, sin querer apagó la mecha de la lámpara, e hizo el voto de que, cuando el Templo fuese reconstruido, él ofrecería allí un sacrificio expiatorio.

## Opinión sobre el matrimonio
R. Ismael se opuso a la negativa de los patriotas extremistas a engendrar niños bajo el dominio romano. Incluso bajo las aquellas condiciones, Ismael recomendaba el matrimonio temprano. Decía: "La Escritura nos dijo: 'Se las enseñarás a los hijos de tus hijos'; ¿pero cómo va uno a enseñar a los hijos de sus hijos si no se casa joven?"

## Exégesis halájica
R. Ismael desarrolló gradualmente un sistema de exégesis halakhic que, aunque era paralelo al sistema de Rabí Aquiba, se lo considera el más lógico de ambos. R. Ismael estableció los principios del método lógico mediante el cual algunas leyes se deducen de otras leyes y decisiones importantes que se fundan en la simple formulación de las Escrituras. A semejanza de Aquiba, Ismael abrió un vasto campo para la inducción halájica, pero, a diferencia de aquel, Ismael requiere más que una simple yod o cualquier otra letra como base para determinar regulaciones importantes.
R. Ismael era de la opinión que la Torá se había transmitido en lenguaje humano y que por eso una palabra o sílaba aparentemente superflua no puede utilizarse como base para una nueva deducción. Discutiendo un caso hipotético con Aquiba, una vez exclamó: "¿Acaso promulgarás un decreto de condena a muerte en la hoguera basado en la fuerza de una sola letra?" Y es que Ismael consideraba el sentido primario del texto de la Escritura como la única guía segura, independientemente de sus figuras verbales.

### Reglas hermenéuticas
Para llevar a la práctica sus ideas con coherencia, R. Ismael dio forma a un conjunto de 13 reglas hermenéuticas mediante las cuales la halajá puede derivarse de la Torá. Como base para estas reglas tomó las siete reglas de Hilel, y sobre ellas creó su propio sistema, ilustrándolo con ejemplos de las Escrituras. No obstante, ni siquiera con estas reglas tan precisas consideraba que se podían sacar conclusiones para cuestiones importantes como la pena de muerte cuando la Escritura no se pronunciaba sobre ellas con certeza. R. Ismael no consentía pronunciar una sentencia de muerte, ni siquiera una multa, basándose simplemente en inferencias: para ello debía de ser un crimen explícitamente estipulado en la Escritura Sus reglas fueron adoptadas universalmente por sus sucesores, tanto tanaim como amoraim, a pesar de que en alguna ocasión él se vio obligado a distanciarse de ellos.

## Hagadá
R. Ismael tenía una reputación de tener grandes cualidades para la hagadá. Se atribuyen a R. Ismael las fundaciones del midrás halájico sobre el Éxodo, la Mekhilta. Y la tradición también le atribuye a él o a su escuela una porción considerable del midrás sobre Números, Sifre, a la que llaman "Debei R. Ishmael".
Con respecto a la cuestión de si el castigo futuro se limitará al espíritu o al cuerpo, o ambos merecen castigo (ya que no se puede pecar cuando uno se separa del otro), R. Ismael ofrece la siguiente parábola:
 Un rey que tenía un hermoso huerto con frutas deliciosas, no sabiendo a quién confiarlo, designó a dos inválidos: uno tullido y el otro ciego. El tullido, tentado por la preciosa fruta, incitó a su compañero ciego que subir al árbol y tomar algunas frutas, pero este le hizo notar que sus ojos no veían. Así que el ciego cargó sobre sus hombros a su compañero tullido, de manera que pudo coger alguna fruta. Cuando llegó el rey, notando que había desaparecido fruta, preguntó quién era el ladrón. Proclamando su inocencia vehementemente, cada uno señalaba el defecto que le hacía imposible ser el ladrón. Pero el rey adivinó la verdad, y poniendo al tullido a hombros del otro, los castigó juntos como si fueran un cuerpo completo. Así, añadió Ismael, será el más allá: alma y cuerpo se reunirán y serán castigados juntos